# Saufang (Glocke)

„Saufang“ mit Läuteschnur (1916)

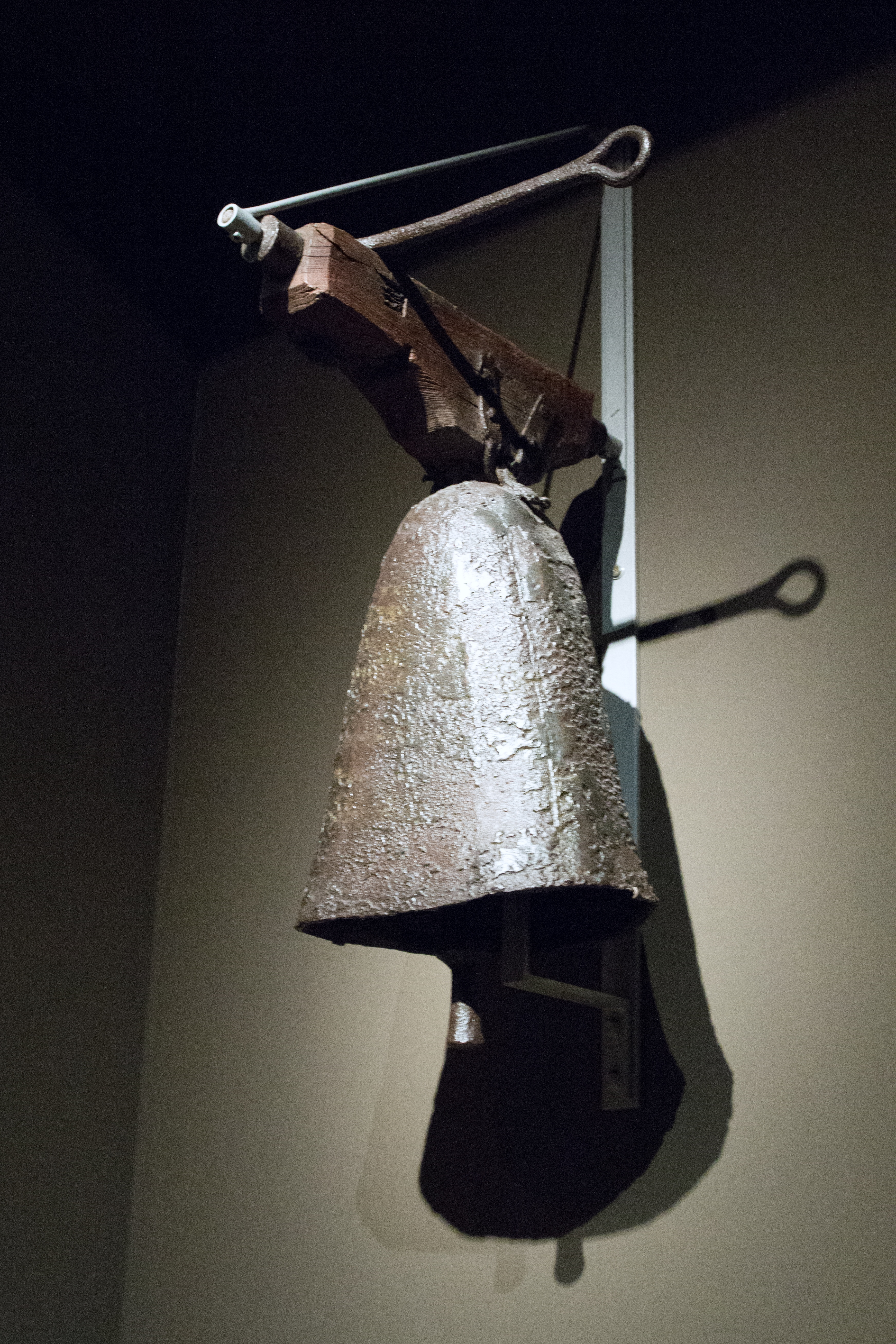
„Saufang“ im Kölnischen Stadtmuseum

Der Saufang ist die älteste erhaltene „Glocke“ Deutschlands; da sie nicht gegossen, sondern geschmiedet und genietet wurde, sollte man eher von einer Schelle sprechen.

## Gestalt
Der sogenannte Saufang ist 42 cm hoch und weist einen Durchmesser von 33 cm auf. Er wurde nicht gegossen, sondern aus drei geschmiedeten Eisenplatten hergestellt, die mit kupfernen Nägeln roh zusammengenietet sind.

## Geschichte
Zeitpunkt und Umstände der Entstehung des Saufangs, der über Jahrhunderte in der Kirche St. Cäcilien in Köln hing, sind unklar. Ältere lokale Überlieferungen bringen die „Glocke“ mit Bischof Kunibert von Köln in Verbindung, was einen Ursprung im 7. Jahrhundert bedeuten würde. Die heutige Glockenkunde hingegen datiert den Saufang auf das 9. Jahrhundert.

## Legenden
Der ungewöhnliche Name soll Sagen zufolge darauf zurückgehen, dass die „Glocke“ von Schweinen in einem Sumpf nahe der Cäcilienkirche aufgespürt wurde. Die Hintergründe variieren dabei je nach Version der Erzählung geringfügig: Mal wird der Saufang als heidnische „Glocke“ aus alten Zeiten dargestellt, die man nach ihrer Auffindung im Kirchturm aufhängte. Beim Versuch, sie zu läuten, blieb sie jedoch erst stumm und stürzte dann vom Turm wieder in den Sumpf hinab, aus dem sie erneut geborgen werden musste. Erst nachdem sie durch Bischof Kunibert geweiht und somit dem Heidentum entzogen worden war, soll es möglich gewesen sein, die „Glocke“ zu läuten. Eine andere Fassung der Sage behauptet, die „Glocke“ sei bereits vor Kuniberts Zeit durchaus als Kirchenglocke entstanden, man habe sie jedoch ungeweiht im Turm aufgehängt, wodurch sie beim Läuten stumm blieb und schließlich in den Sumpf fiel. Als sie nach langer Zeit von einem Schwein wieder ausgegraben worden war, holte Bischof Kunibert die versäumte Weihe nach und übergab sie sodann St. Cäcilien.
Eine ähnliche Sage von eichelsuchenden Schweinen, die eine Glocke aus dem Boden gewühlt haben sollen, existiert in Mittelfranken für den „Wildenberg“  bei Münchsteinach.

## Verbleib
Bis ins frühe 19. Jahrhundert hing der „Saufang“ in St. Cäcilien und wurde regelmäßig geläutet. Später wurde sie ins Wallrafianum verbracht und befindet sich heute im Kölnischen Stadtmuseum.